# Tunguska Electronic Music Society

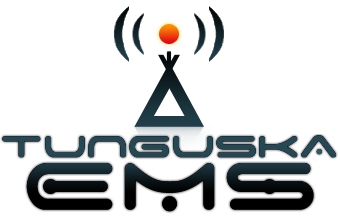
Logo grupy

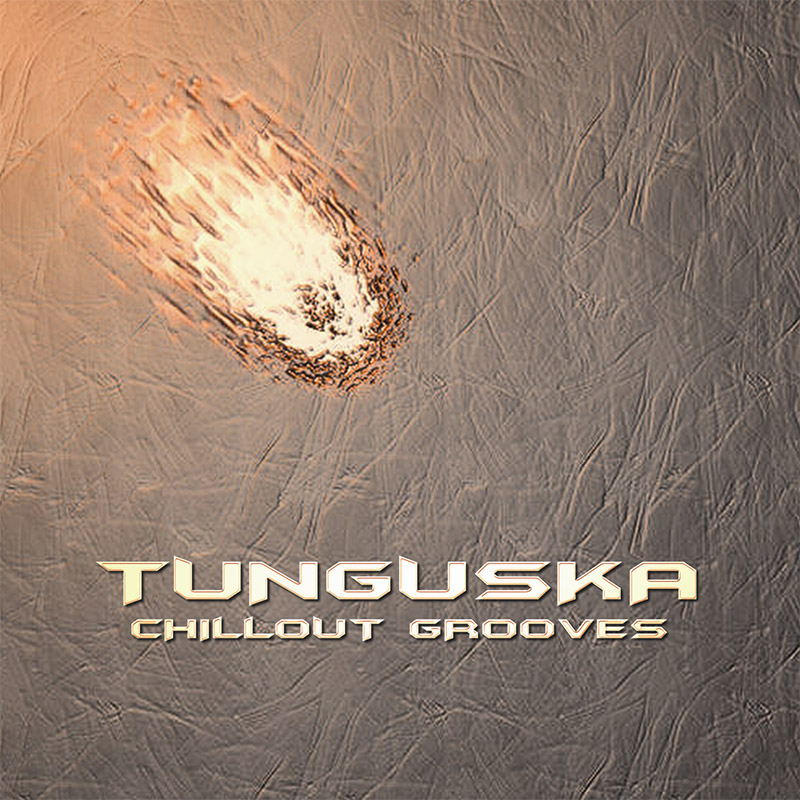
Okładka jednego z najbardziej popularnych albumów tej grupy

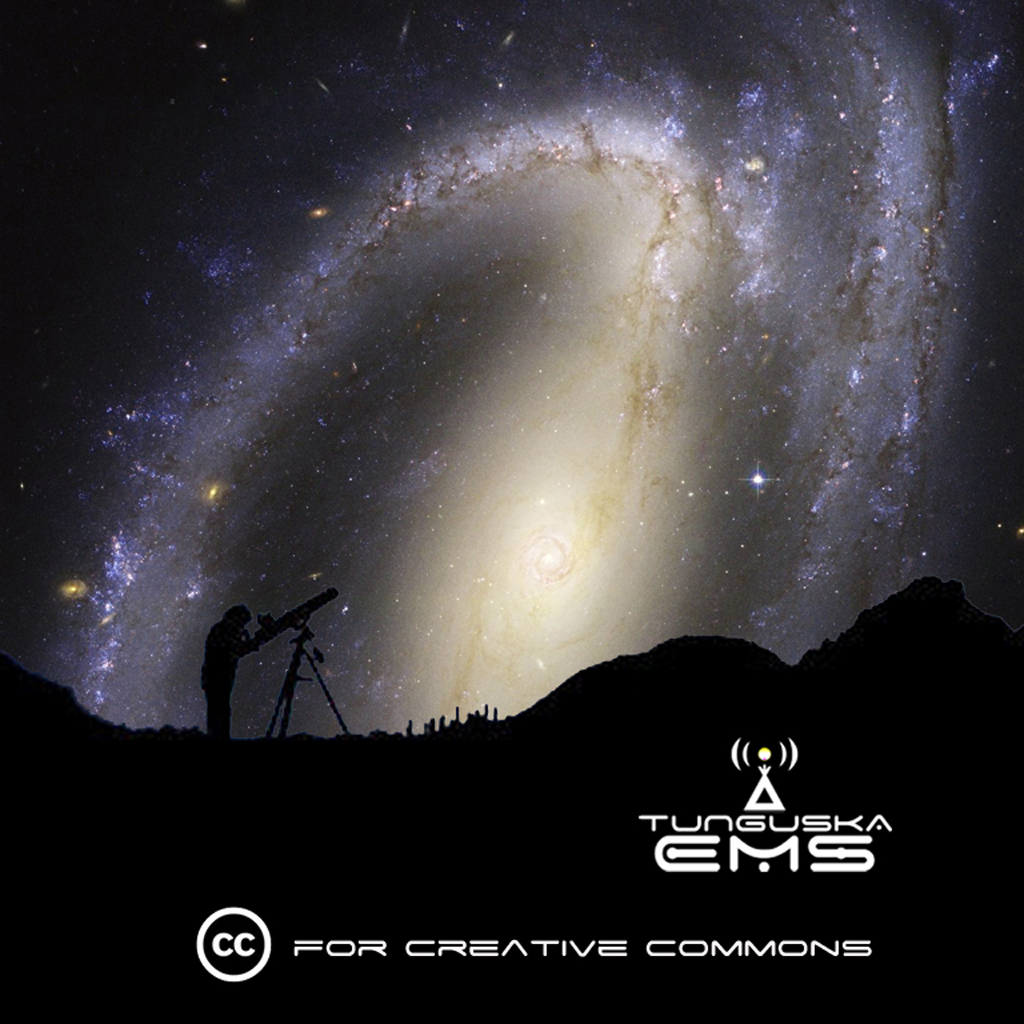
Okładka albumu wydanego razem z Wikimedia RU

Tunguska Electronic Music Society (Tunguska E.M.S.) – rosyjsko-niemiecka luźna grupa muzyczna i społeczność internetowa utworzona 11 kwietnia 2007 w Moskwie przez kilku muzyków i kompozytorów w stulecie katastrofy tunguskiej, która komponuje „wolną (darmową) muzykę dla wolnych ludzi”.
Do grupy może przystąpić każdy muzyk, któremu bliskie są jej ideały, poglądy i cele działania. Jej działalność oparta jest na grupach dyskusyjnych.
Do tej pory ukazało się 61 płyt z muzyką instrumentalną typu chillout, electro, ambient, new age, które spotkały się z życzliwą oceną słuchaczy i internautów. Większość albumów muzycznych tej grupy wydawanych jest na wolnej licencji Creative Commons 3.0-BY-ND (uznanie autorstwa, bez utworów zależnych) i może być swobodnie kopiowane i rozpowszechniane.

## Kompozytorzy i wykonawcy, uczestnicy społeczności
- Max Verbitski (Максим Вербицкий)
- Viktor Gradov (Виктор Градов)
- Oleg Sirenko (Олег Сиренко)
- Alexey Chistilin (Алексей Чистилин)
- Olga Scotland (Ольга Шотландия)
- George Litvinov (Георгий Литвинов)
- Darg Sodrag

### Uczestnicy zespołowi
- Art project
- EXIT project

## Osiągnięcia
Zwycięzca w dwóch kategoriach (electro i instrumental) Jamendo Awards 2011 – nagrody muzycznej największego na świecie serwisu internetowego publikującego wolną muzykę. Tunguska E.M.S. regularnie publikuje swoje płyty DVD jako dodatki do miesięcznika Мир фантастики (pl. Świat fantastyki) – w latach 2010–2015 opublikowano 27 dodatków z ich płytami do tego miesięcznika i miesięcznika komputerowego Chip (edycja rosyjska). Ich muzyka była też wielokrotnie używana w programach niemieckiej telewizji ZDF. W styczniu 2013 odnotowano ponad 21 tys. słuchaczy ich muzyki w Last.fm. 4 listopada 2014 Tunguska E.M.S. wydała pierwszy album razem z Wikimedia RU.
Mają miejsce prace nad muzyką dla operatorów komórkowych i telefonów komórkowych. Obecnie trwają prace nad montażowe pierwszego  filmu dokumentalnej-ekologicznego Heart of the Taiga (Serce tajgi), komponuje się muzykę do filmów i projektów kanałów Discovery Planet i Discovery History, a także do prezentacji  dla czasopism GEO i National Geographic oraz dla dwóch producentów gier komputerowych i konsolowych.
Muzyka grupy Tunguska Electronic Music Society jest obecna we wszystkich największych portalach muzycznych. Można ją usłyszeć także w: Muzeum Techniki w Monachium, sieci sklepów marki Fozzy na Ukrainie, sieci sklepów OBI i IKEA w południowych Niemczech, kanale telewizyjnym Academy w Odessie, licznych barach typu chill-out, restauracjach, kawiarniach, salonach, centrach rozrywki i fitnessu znajdujących się we Włoszech, Grecji, Chorwacji, Hiszpanii, Niemczech i Rosji.
O popularności grupy może też świadczyć fakt, że jeden ze stylów muzycznych, grupujących muzykę w serwisie Jamendo jest nazwany mianem tunguska, który jest charakterystyczny dla tego zespołu.

## Dyskografia

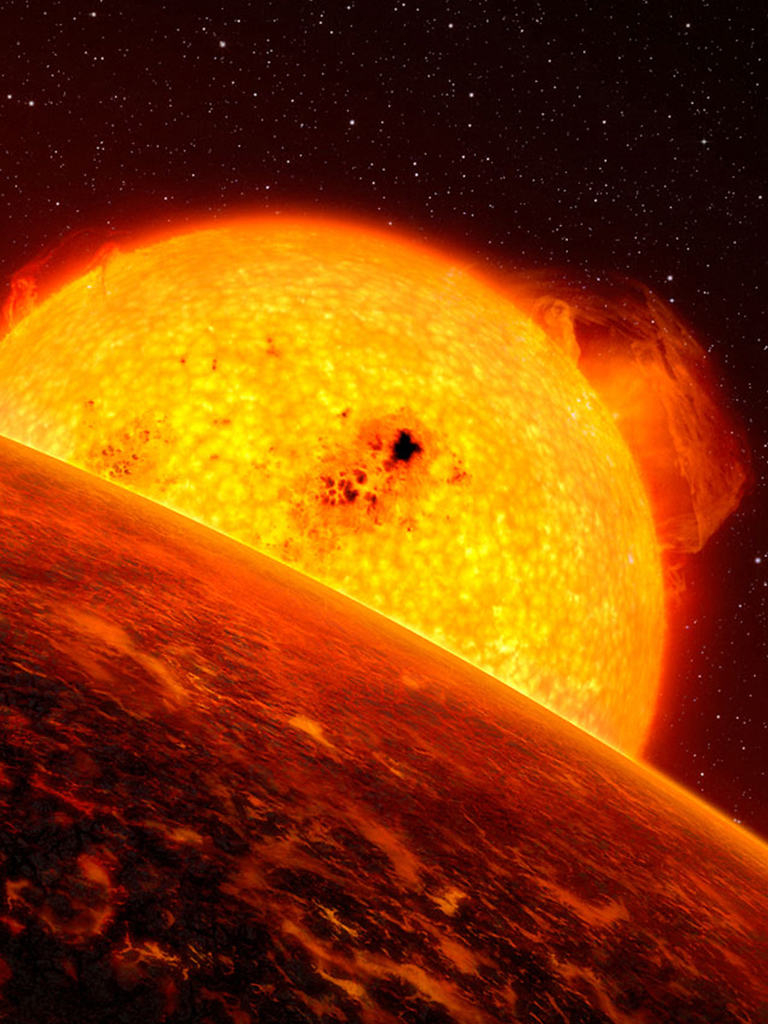

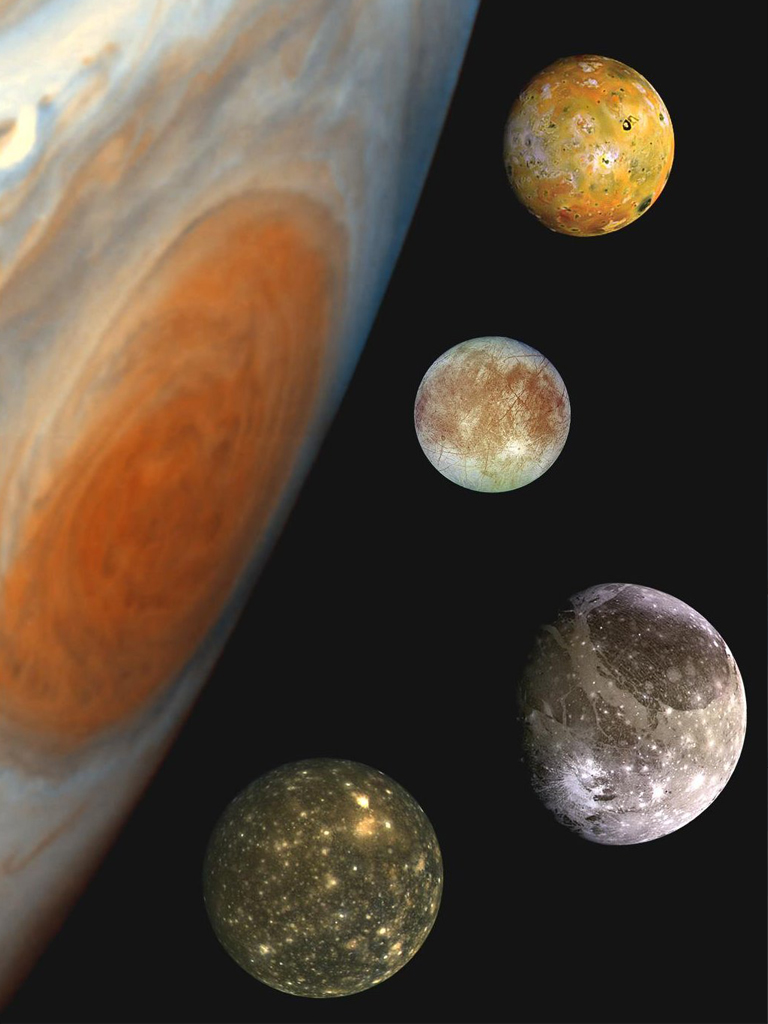

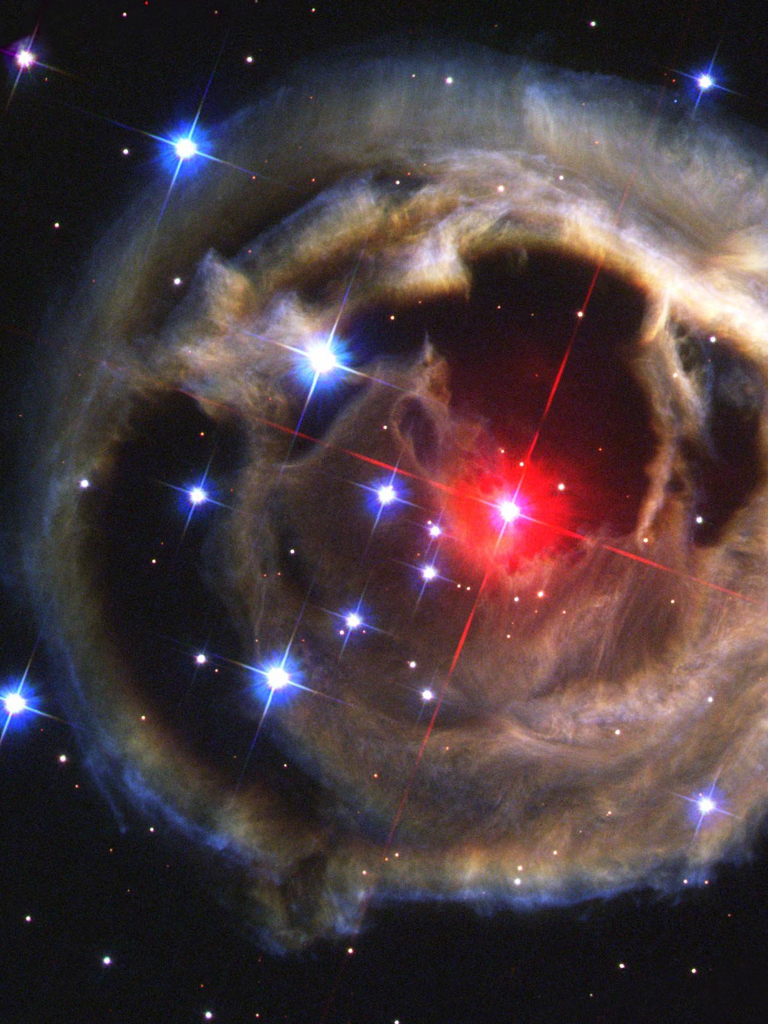

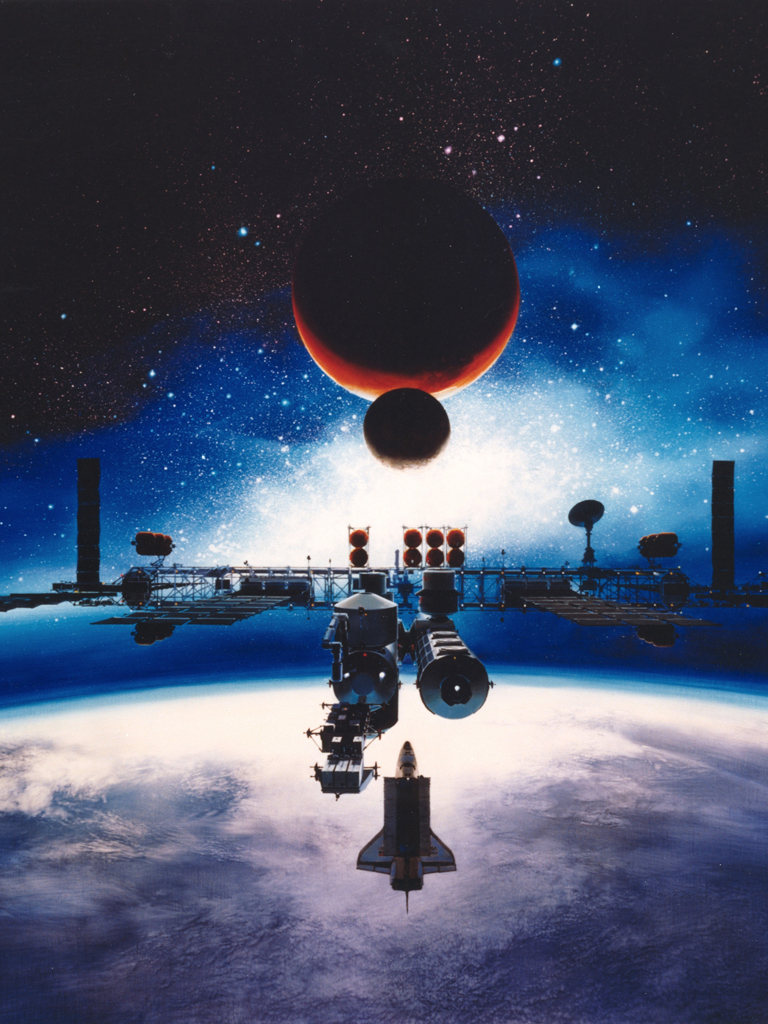

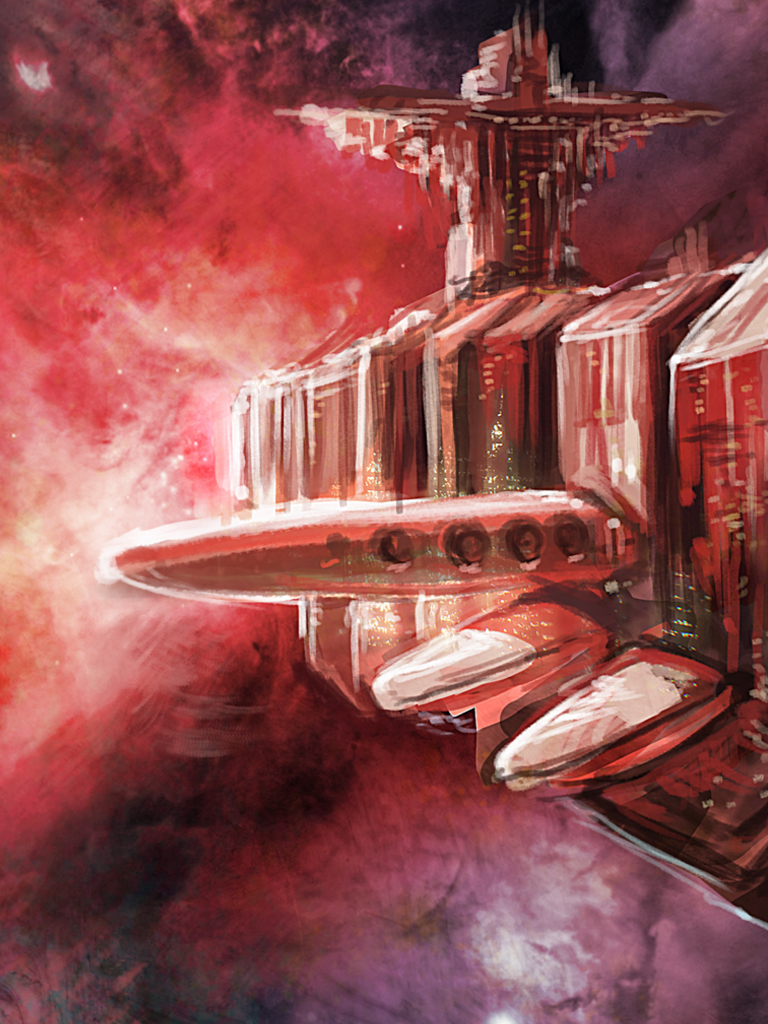

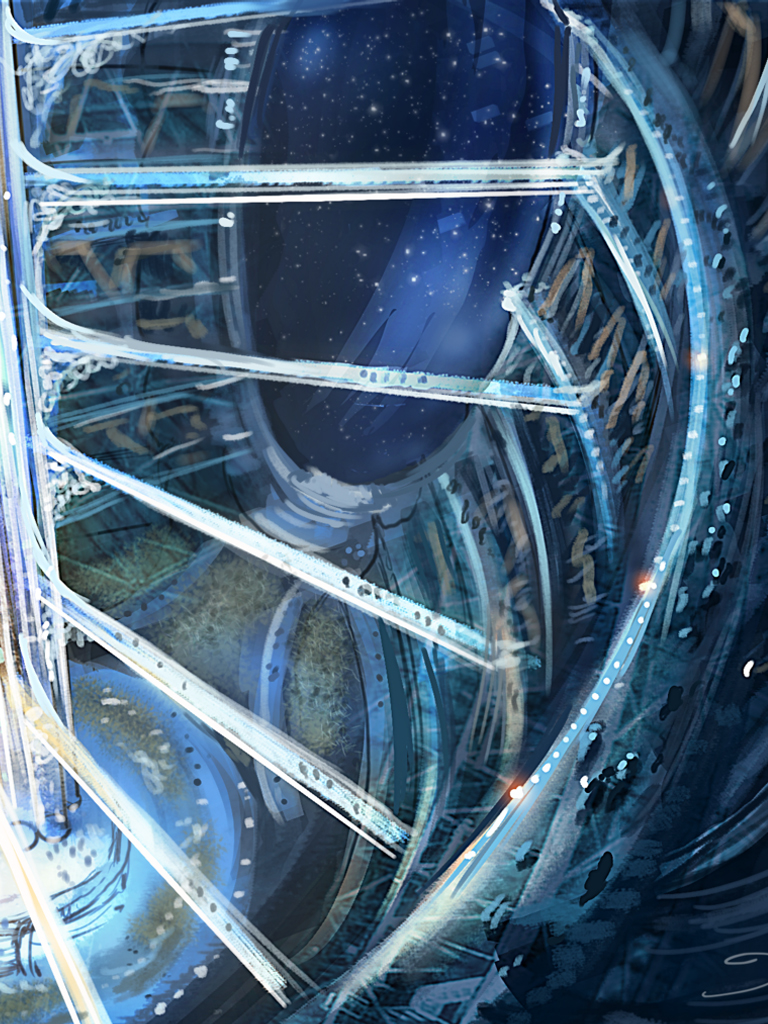

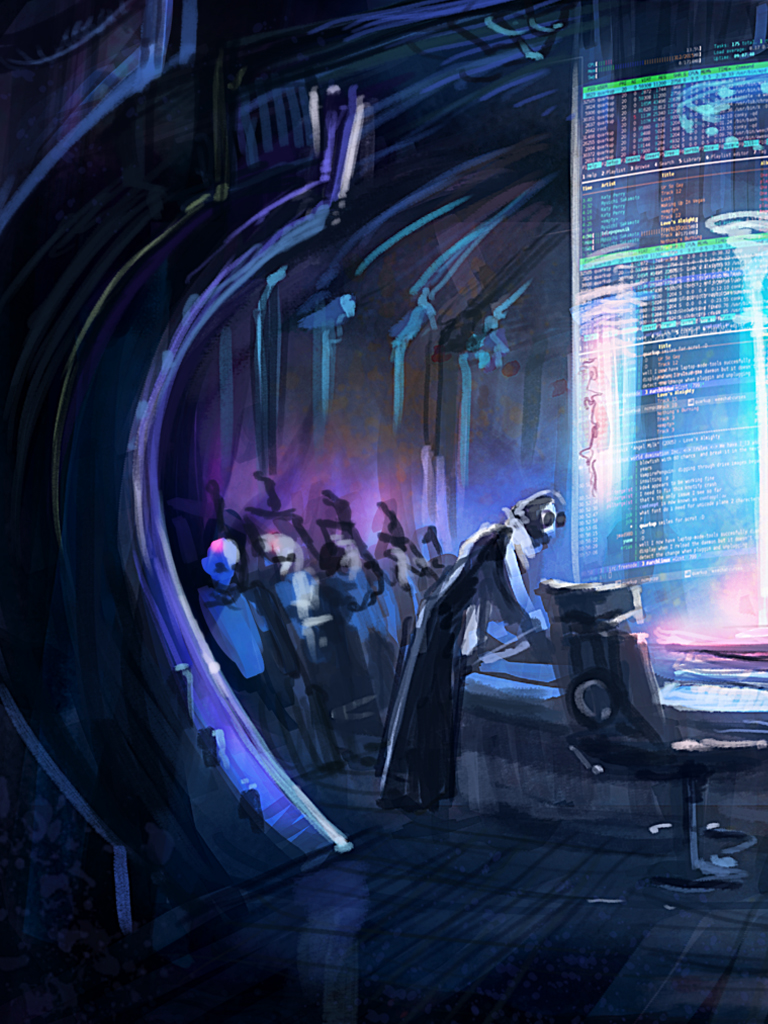

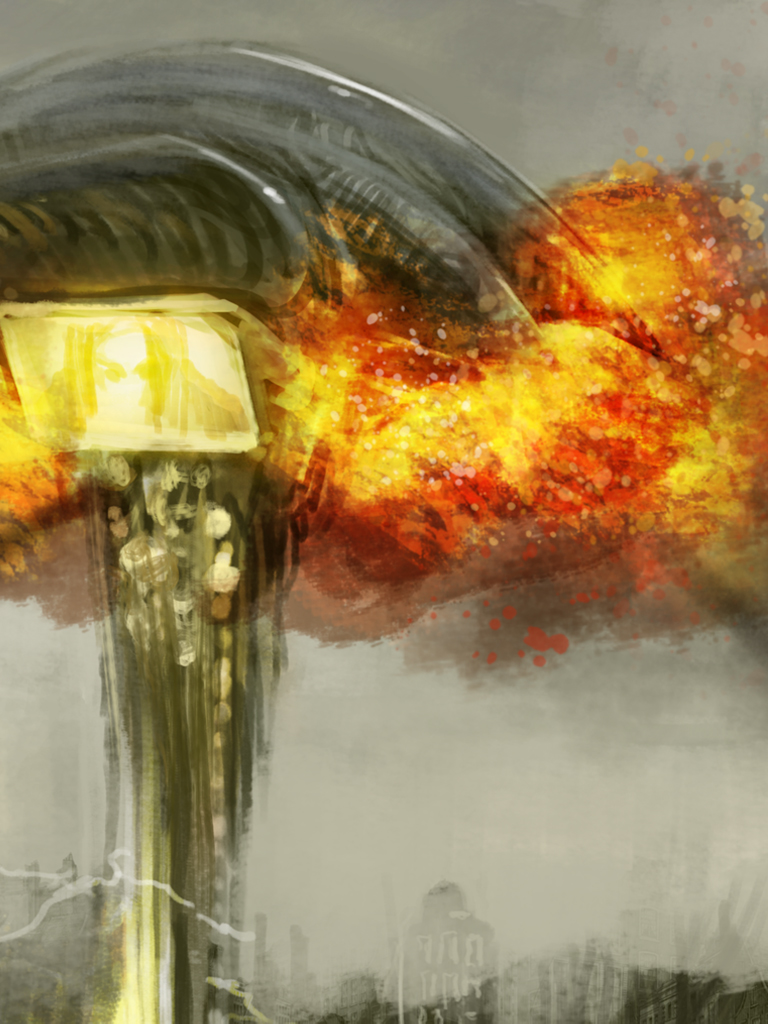

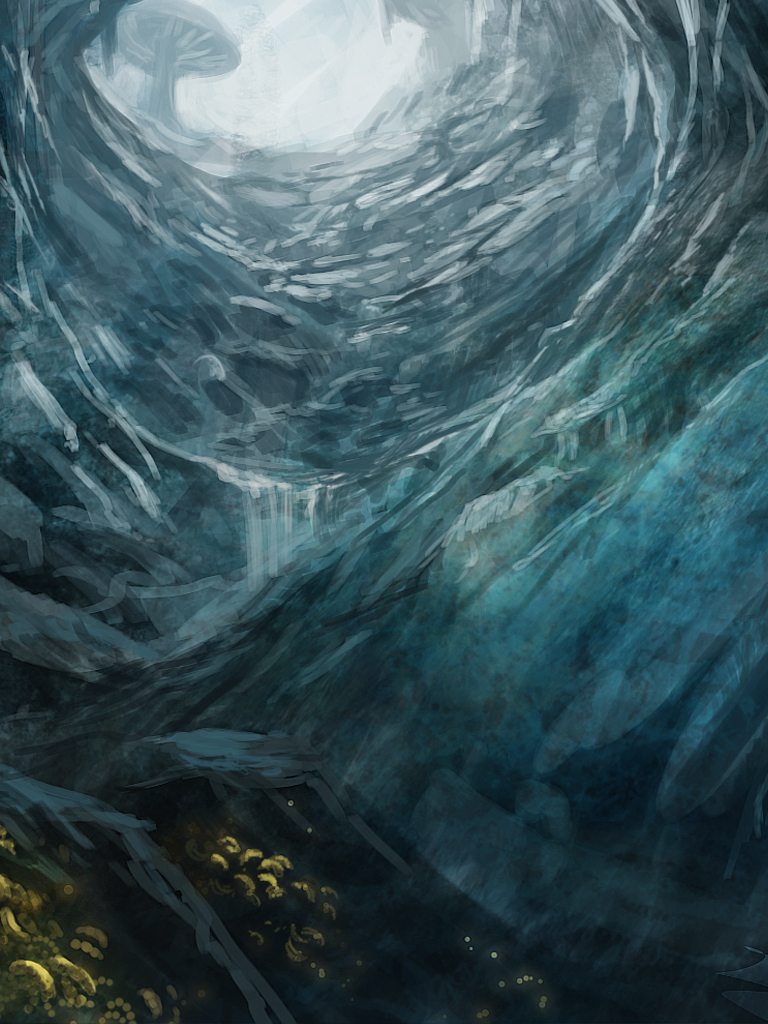

| ID         | Album                                                            | Data wydania | Czas trwania | Gatunek |
| ---------- | ---------------------------------------------------------------- | ------------ | ------------ | --- |
| TUN 001DD  | Tunguska Chillout Grooves / vol. 1                               | 2008.06.20   | 01:14:48     | newage, instrumental, ambient, chillout                                                                                               |
| TUN 002DD  | Tunguska Chillout Grooves / vol. 2                               | 2009.03.04   | 01:12:39     | newage, instrumental, ambient, chillout                                                                                               |
| TUN 003DD  | Tunguska Chillout Grooves / vol. 3 (Lilith & Selena)             | 2009.04.20   | 02:27:15     | lounge, ambient, synthpop, chillout                                                                                                   |
| TUN 004DD  | Tunguska Chillout Grooves / vol. 4                               | 2009.11.12   | 02:35:56     | electronic, experimental, ambient, easylistening, chillout, tunguska, adventure                                                       |
| TUN 005DD  | Tunguska Chillout Grooves / vol. 5                               | 2010.04.20   | 01:16:48     | lounge, downtempo, ambient, chillou                                                                                                   |
| TUN 006DD  | Ellipsis: Tunguska.Shaman.Vimana.                                | 2010.06.30   | —            | instrumental, ambient, ethno, technoambient                                                                                           |
| TUN 007DD  | Ellipsis: Tunguska.Across.Sphere.                                | 2010.06.30   | —            | lounge, instrumental, downtempo, ambient                                                                                              |
| TUN 008DD  | Ellipsis: Tundra.Ambient.Dreams.                                 | 2010.06.30   | —            | instrumental, downtempo, ambient, relaxing                                                                                            |
| TUN 009DD  | Favorite[11]                                                     | 2010.09.01   | —            | |
| TUN 010DD  | Tunguska Chillout Grooves / vol. 6                               | 2010.11.20   | —            | lounge, new age, instrumental, chillout                                                                                               |
| TUN 011DD  | Chernobyl Retrospective                                          | 2010.12.15   | —            | experimental, instrumental, industrial, modernclassical                                                                               |
| TUN 012DD  | Ellipsis II: Tunguska.Across.Sphere. / vol. 2                    | 2010.12.27   | —            | lounge, jazz, chillout, relaxing |
| TUN 013DD  | tUNGUSKA dEADLOCK                                                | 2012.10.27   | —            | |
| TUN 014DD  | Ellipsis II: Tundra.Ambient.Dreams. / vol. 2                     | 2010.12.27   | —            | experimental, ambient, electronical                                                                                                   |
| TUN 015DD  | Ellipsis II: Tunguska.Shaman.Vimana. / vol. 2                    | 2010.12.27   | —            | space, synthpop, voices, electronical                                                                                                 |
| TUN 016DD  | Siberian Jungle / vol. 1                                         | 2010.12.30   | —            | instrumental, atmospheric, drumnbass, intelligent                                                                                     |
| TUN 017DD  | Tunguska Artefacts: Orange Tram[potrzebny przypis]               | 2011.03.02   | —            | instrumental, progressiverock, artrock, guitars                                                                                       |
| TUN 018DD  | Tunguska Artefacts: Spring Bloom                                 | 2011.03.08   | —            | piano, instrumental, soundtrack, chillout                                                                                             |
|            | Tunguska Chillout Grooves / vol. 7 (promo)                       | 2011.03.21   | —            | lounge, space, chillout, tunguska |
| TUN 019DD  | Tunguska Chillout Grooves / vol. 7                               | 2011.04.12   | —            | instrumental, ambient, space, chillout                                                                                                |
| TUN 020DD  | Siberian Jungle / vol. 2                                         | 2011.02.22   | —            | instrumental, atmospheric, drumnbass, intelligent                                                                                     |
|            | Ellipsis III (Pre-Release Sampler)                               | 2011.06.16   | —            | lounge, newage, ambient, chillout, tunguska                                                                                           |
| TUN 021DD  | Tunguska Summer Solstice / vol. 1                                | 2011.06.21   | —            | ambient, chillout, downtempo, instrumental, lounge, new age                                                                           |
| TUN 022DD  | Ellipsis III: Tundra.Ambient.Dreams. / vol. 3                    | 2011.07.07   | —            | experimental, ambient, electronical                                                                                                   |
| TUN 023DD  | Ellipsis III: Tunguska.Across.Sphere. / vol. 3                   | 2011.07.05   | —            | lounge, jazz, chillout, relaxing |
| TUN 024DD  | Ellipsis III: Tunguska.Shaman.Vimana. / vol. 3                   | 2011.07.06   | —            | space, synthpop, voices, electronical                                                                                                 |
| TUN 025DD  | Phaeton Chronicles                                               | 2011.10.08   | —            | techno, experimental, electronical, deep, tunguska                                                                                    |
| TUN 026DD  | Christmas Eve                                                    | 2011.12.24   | —            | electronic, ambient |
| TUN 027DD  | Point: Chunja Rapids                                             | 2012.03.10   | —            | instrumental, ambient, tunguska |
| TUN 028DD  | Tunguska Chillout Grooves / vol. 8                               | 2012.04.12   | —            | lounge, instrumental, electronic, chillout, tunguska                                                                                  |
| TUN 029DD  | Craters: Romeiko                                                 | 2012.03.31   | —            | new age, instrumental, ethno, chillout, tunguska                                                                                      |
| TUN 030DD  | Siberian Jungle / vol. 3                                         | 2012.04.22   | —            | electronic, drum’n’bass, jungle |
| TUN 031DD  | Point: Vanavara                                                  | 2012.06.30   | —            | instrumental, ambient, tunguska |
| TUN 032DD  | Tunguska Expedition (2012)                                       | 2012.10.27   | —            | electronic |
| TUN 033DD  | Modern Classic (2012)                                            | 2012.10.27   | —            | electronic, modern, classical |
| TUN 034DD  | Siberian Jungle / vol. 4                                         | 2012.12.29   | —            | electronic, drumnbass, liquidfunk, tunguska                                                                                           |
| TUNC 001   | Tunguska Constellation: Electro-Nick – The Dark Side Of The Thir | 2013.02.11   | 00:33:33     | instrumental, downtempo, ambient, krautrock, tunguska                                                                                 |
| TUN 035DD  | Point: UNKNOWN                                                   | 2013.03.02   | 01:05:18     | instrumental, electronic, ambient, chillout, tunguska                                                                                 |
| TUN 036DD  | Tunguska Chillout Grooves / vol. 9                               | 2013.04.11   | 01:21:48     | instrumental, downtempo, electronic, ambient, tunguska                                                                                |
| TUN 037DD  | Tunguska Chillout Grooves X / vol. 10                            | 2013.06.30   | 00:58:00     | lounge, instrumental, electronic, chillout, tunguska                                                                                  |
| TUN 038DD  | Craters: Logancha                                                | 2013.09.17   | 01:22:35     | instrumental, downtempo, soundtrack, ambient, tunguska                                                                                |
| TUNC 002   | Tunguska Constellation: EXIT project – Son Cherished Most        | 2013.10.15   | 00:42:27     | instrumental, downtempo, ambient, experimental, tunguska                                                                              |
| TUN 039DD  | Tunguska Expedition 2                                            | 2013.11.17   | 01:16:11     | instrumental, downtempo, electronic, space, tunguska                                                                                  |
| TUN 041DD  | Tunguska Artefacts: Terra Tunguska                               | 2013.12.21   | 01:05:17     | instrumental, electronic, relaxing, christmas, tunguska                                                                               |
| TUNC 005   | Tunguska Constellation: A.e.r.o. – World Language[12]            | 2013.12.25   | —            | |
| TUNC 003   | Tunguska Constellation: Empiric – Anno Domini                    | 2014.01.16   | 01:07:14     | instrumental, electronic, ambient, experimental, tunguska                                                                             |
| TUNC 004   | Tunguska Constellation: All Objects Lost – All Objects Los       | 2014.01.26   | 00:48:07     | downtempo, chillout, femalevocal, enigmatic, tunguska                                                                                 |
| TUNC 042DD | T                                                                | 2014.02.30   | 01:10:28     | instrumental, ambient, chillout, tunguska, tesla                                                                                      |
| TUN 043DD  | Tunguska Chillout Grooves / vol. 11                              | 2014.04.11   | —            | lounge, instrumental, ambient, chillout, tunguska                                                                                     |
| TUN 044DD  | Siberian Jungle / vol. 5                                         | 2014.04.22   | —            | instrumental, drumnbass, jungle, liquidfunk, tunguska                                                                                 |
| TUN 040DD  | Tunguska Artefacts: Autumn Tram                                  | 2014.05.01   | —            | instrumental, melodic, chillout, artrock, tunguska                                                                                    |
| TUN 045DD  | Point: Altai                                                     | 2014.06.10   | 01:16:22     | instrumental, electronic, ambient, chillout, tunguska                                                                                 |
| TUN 046DD  | Craters: Cheko                                                   | 2014.06.30   | 01:02:32     | instrumental, ethno, chillout, relaxing, tunguska                                                                                     |
| TUN 047DD  | Craters: El'gygytgyn                                             | 2014.11.30   | 01:13:15     | — |
| TUNC 006   | Tunguska Constellation: Oleg Sirenko – Atmospheric's. No Gravity | 2014.12.09   | —            | — |
| TUNC 007   | Tunguska Constellation: EXIT project – The Past is the Future    | 2014.12.23   | —            | — |
| TUN 048DD  | Phaeton Chronicles 2                                             | 2015.02.21   | —            | — |
| TUN 049DD  | Tunguska Chillout Grooves / vol. 12 (Tunguska Dozen)             | 2015.04.12   | 01:26:53     | electronic ambient chillout downtempo dub instrumental lounge                                                                         |
| TUNC 008   | Tunguska Constellation: Импрум – один оборот вокруг Солнца       | 2014.06.05   | 01:50:27     | electronic, ambient, atmospheric, soundtrack, experimental, synth, cinematique                                                        |
| TUN 050DD  | Tunguska Expedition 3                                            | 2015.06.30   | 01:05:40     | atmospheric, groove, funk, electronic, ambient, synth, tunguska                                                                       |
| TUN 051DD  | Point: ELBRUS                                                    | 2015.12.25   | 01:12:02     | chillout, ambient, electronic, downtempo, lounge                                                                                      |
| TUN 052DD  | Phaeton Chronicles 3                                             | 2016.03.07   | 01:6:34      | experimental, ambient, beat, chillout, electronic, psychedelic, cinematique, space, synth, grooves, scifi, piano, dream, pads, guitar |
| TUN 053DD  | Point: Cape Fligely. Part 1. Day                                 | 2016.04.12   | 02:06:11     | electronic, ambient, chillout, downtempo, instrumental, lounge                                                                        |
| TUN 054DD  | Tunguska Chillout Grooves / vol. 13                              | 2016.06.30   | 01:16:02     | electronic, ambient, chillout, downtempo, instrumental, lounge                                                                        |
| TUN 055DD  | Point: BTA                                                       | 2016.07.20   | 01:30:16     | electronic, ambient, chillout, downtempo, instrumental, lounge                                                                        |
| TUN 056DD  | Point: Cape Fligely. Part 2. Night                               | 2016.10.12   | 01:11:11     | electronic, ambient, chillout, downtempo, instrumental, lounge                                                                        |
| TUN 057DD  | Decade for Decide (Best of 2007-2017)                            | 2017.04.12   | 01:16:15     | electronic, ambient, chillout, downtempo, instrumental, lounge                                                                        |
- TUNC — albumy solowe członków społeczności.
  - Album T wydano w dniu 30 lutego ponieważ autorzy uważają, że przy tworzeniu kalendarza miesiąc luty został okradziony z 1 dnia.

### Występy i koncerty
- 29 kwietnia 2010 — na drugim festiwalu fantastyki naukowej SyFy Poehali Party, organizowanego przez kanał telewizyjny SciFi Universal przy udziale holdingu telekomunikacyjnego Акадо i Muzeum Politechnicznego w Moskwie[13][14].
- 4 lipca 2012 — na festiwalu muzyki instrumentalnej Артефакт-фест.[15]
- 25 sierpnia 2012 — na festiwalu Вкусный блог na Białorusi, k. Mińska[16].
- 21 lutego 2015 — na festiwalu Тунгуски. День Т w klubie Море Внутри[17].